# Иван Искров
Иван Искров е български икономист, политик и управител на Българската народна банка от 9 октомври 2003 г. до 14 юли 2015 г.

## Биография

### Ранен живот и образование
Иван Искров е роден на 26 март 1967 г. в Пирдоп, през 1992 г. завършва финанси и кредит в Университета за национално и световно стопанство (УНСС), гр. София.

### Професионална кариера
От 1992 до 1993 г. е хоноруван лектор в УНСС в специалността „Банков мениджмънт“. От 1993 до 1997 г. заема длъжностите експерт, инспектор и старши инспектор в БНБ, управление „Банков надзор“. През 1994 г. специализира бизнес комуникации в курс в София, организиран от Министерството на финансите на САЩ и Чикагската резервна банка, както и обучение по „Банков надзор“, организирано от Централната банка на Великобритания в София. През 1995 г. участва в специализация на агенция Тройханд, София, „Оценка на банки и финансови институции“, „Банков надзор“ към Федералната корпорация за гарантиране на депозитите, Вашингтон.
През периода 1997 – 1999 г. е изпълнителен директор и член на Управителния съвет на „Банка ДСК“ АД. През 1999 г. специализира ипотечни книжа и пазари в САЩ – градовете Вашингтон, Минеаполис и Питсбърг. От 1999 до 2001 г. е изпълнителен директор и член на Управителния съвет на „Росексимбанк“ АД.

### Политическа кариера
От 2001 г. до 2003 г. е народен представител от Национално движение Симеон Втори (НДСВ) в XXXIX народно събрание, председател на Комисията по бюджет и финанси, член на Комисията по европейска интеграция и член на Съвместен парламентарен комитет (СПК) България – Европейски съюз. На 9 октомври 2003 г. е избран за управител на Българската народна банка.

### Управител на БНБ
За управител на БНБ е избран на 9 октомври 2003 г.
В края на XL народно събрание, на 28 май 2009 г., е гласувано преизбирането на Иван Искров като управител на БНБ, като това е направено в разрез със Закона за БНБ. Тогава намерението е било мандатът му да започне на 10 октомври 2009 г. Решението е прието със 165 гласа „за“, 6 „против“ и 0 „въздържал се“. След този избор Иван Искров подава оставка.
Изборите за XLI НС са проведени на 5 юли 2009 г. Новият парламент излъчва първото правителство на Бойко Борисов. На 28 август 2009 г. XLI народно събрание гласува избора на Иван Искров за управител на БНБ. Той е избран с Решение на НС от 26 август 2009 г. Предложението му и мотивите (обосновката е, че се търси приемственост в управлението на БНБ с цел стабилност) за избора му са внесени от ГЕРБ. Решението е прието със 195 гласа „за“, 1 „против“ и 14 „въздържал се“ и то предвижда мандатът да започне да тече от 23 октомври 2009 г. и да приключи съответно на 23 октомври 2015 г. (6 години). Само депутатите на Синята коалиция гласуват с „въздържал се“ или „против“ (15 на брой).
Най-дълго управлявалият ръководител в историята на БНБ. Двата мандата на неговото управление са сред най-важните етапи в развитието на БНБ. По същото време БНБ се справя с някои от най-сериозните предизвикателства (от глобален и местен произход) в най-новата история на централната банка.
В този период БНБ е подготвена за членство (и след 2007 г. започва пълноценно да участва) в Европейската система на централни банки. Иван Искров е член на Генералния съвет на Европейската централна банка от 1 януари 2007 г. до 15.07.2015 г., член на Генералния съвет на Европейския съвет за системен риск от януари 2011 г. до 15.07.2015 г. и гуверньор за България в Международния валутен фонд в периода октомври 2003 г. – юли 2015 г.
След началото на глобалната криза валутният борд, поддържан от БНБ, продължава да функционира гладко и изиграва водеща роля за запазване на финансовата стабилност в страната. Международните валутни резерви се увеличават. Платежната система на България е подготвена за присъединяване към еврозоната. В България е привлечен един от най-големите световни производители на банкноти чрез създаване на смесено дружество между Печатницата на БНБ и френската фирма „Франсоа Шарл Обертюр Груп“. Банковият надзор в БНБ е сред първите в Европейския съюз, създали и приложили комплекс от макропруденциални надзорни мерки за банковия сектор. Така секторът посреща с висок капитал и ликвидност глобалната криза, поради което нито една банка в България не фалира като пряк резултат от тази криза. В българската банкова система не е допуснат проблем с кредитиране в швейцарски франкове. Разпространението на ефектите от кризата в Гърция върху банките с гръцко участие в България е предотвратено. През 2014 г. също остава изолиран ефектът върху банковата система и запазено доверието в нея след отнемането на лиценза на Корпоративна търговска банка (поради неплатежоспособност вследствие преди всичко на вътрешни злоупотреби) и независимо от острата политическа криза тогава.

## Противоречия
В качеството си на управител на БНБ Искров попада в центъра на противоречията по отношение на кризата с отнемането на лиценза на Корпоративна търговска банка и от различни страни се отправят призиви за неговата оставка. Министър-председателят Борисов в отворено писмо отправя директни упреци към него, а в отговор Искров обвинява политиците от парламентарно представените партии.

## Награди
- Получава Орден на Леополд степен „командьор“ (Commandeur de l'Ordre de Léopold) – най-високата държавна награда на Белгия, който му е връчен в Белгийското посолство на 15 юли 2010 г. за поддържането на стабилността на паричната система в България, с което е създал благоприятни условия за белгийските инвеститори и за отличните връзки между централните банки на двете страни“[3].
- Специална награда „Банкер на годината“ за 2011 г. на в. „Банкеръ“ заради усилията му да се спазват правилата по най-ефективния начин[4].

## Семейство
Иван Искров е женен за Гинка Искрова – Директор в PwC – и имат едно дете.